# A Head Full of Dreams
| Recensione      | Giudizio |
| --------------- | -------- |
| AllMusic        |          |
| Rolling Stone   |          |
| The Guardian    |          |
| The Independent |          |

A Head Full of Dreams è il settimo album in studio del gruppo musicale britannico Coldplay, pubblicato il 4 dicembre 2015 dalla Parlophone.

## Antefatti
Il 4 dicembre 2014 il frontman Chris Martin, durante un'intervista concessa a Zane Lowe presso l'emittente radiofonica BBC Radio 1, ha rivelato i primi dettagli riguardo a A Head Full of Dreams, descrivendolo come «una sorta di completamento del nostro percorso»:
 Il 15 dello stesso mese, il gruppo ha reso disponibile un brano inedito intitolato Miracles, inserito all'interno della colonna sonora del film Unbroken e successivamente anche nell'edizione giapponese di A Head Full of Dreams.
Il 26 settembre 2015 il gruppo si è esibito al Global Citizen Festival presentando una scaletta di sei brani, tra i quali l'inedito Amazing Day, mentre un mese più tardi sono state rese note la copertina e la data di uscita dell'album attraverso un poster apparso alla metropolitana di Londra, nella stazione di Waterloo, nel quale veniva riportato "4 dicembre".
Il 6 novembre il gruppo ha confermato attraverso il proprio sito ufficiale la data di uscita dell'album, contemporaneamente al lancio del primo singolo estratto da quest'ultimo, ovvero Adventure of a Lifetime.

## Concezione
A Head Full of Dreams si compone di undici brani interamente prodotti dagli Stargate e da Rik Simpson. Tra questi, alcuni hanno visto la partecipazione di vari artisti musicali e non, quali Beyoncé, Tove Lo, Noel Gallagher e l'attrice Gwyneth Paltrow. Il brano Kaleidoscope è inoltre caratterizzato da un campionamento di Amazing Grace di John Newman e The Guesthouse, eseguito dal presidente degli Stati Uniti d'America Barack Obama.
L'album ha segnato un punto di svolta nella carriera dei Coldplay: l'album precedente, Ghost Stories, era caratterizzato da melodie malinconiche e minimaliste ed era basato sul ritorno ricorrente dei «fantasmi» dal passato, mentre la tematica dominante in A Head Full of Dreams è la rinascita dopo la caduta: questo tema è riscontrabile nel ritornello del singolo Adventure of a Lifetime, che recita «You make me feel like I'm alive again»; altresì sono presenti forti sonorità pop, funk e dance, riscontrabili, seppur con minore intensità, anche nell'album Mylo Xyloto.
Tuttavia, non sono mancate critiche al gruppo, accusato di snaturarsi, di cercare di spaziare in un genere musicale non di loro competenza e di scrivere testi non all'altezza dei precedenti.

## Copertina
La copertina dell'album rappresenta un fiore della vita su sfondo nero, incorniciato da un variopinto disegno ottenuto mediante l'uso di un caleidoscopio.

## Promozione

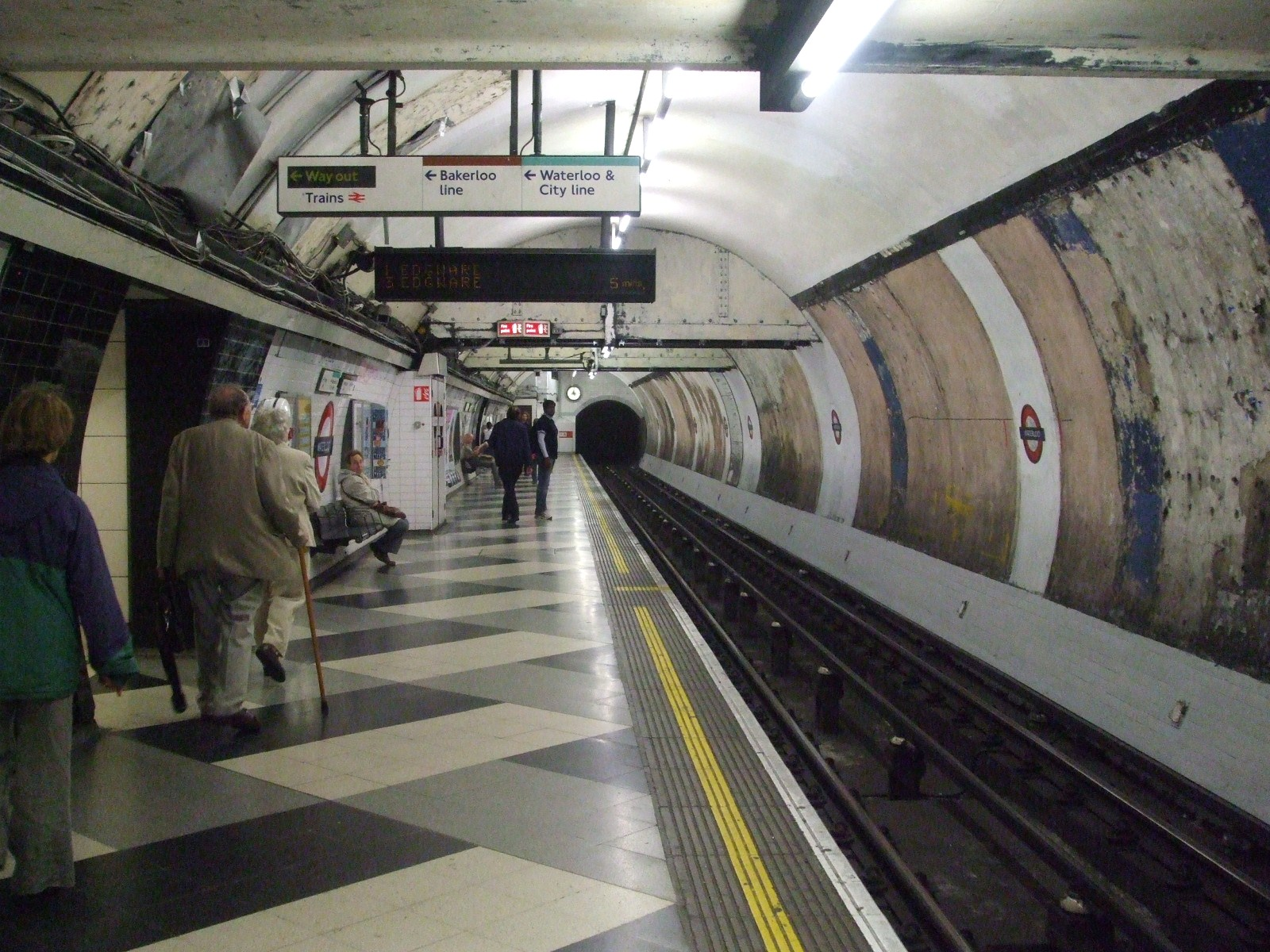
La fermata di Waterloo nella metropolitana di Londra, scelta dal gruppo per annunciare la data di uscita dell'album

L'uscita dell'album è stata anticipata dalla pubblicazione del singolo Adventure of a Lifetime, avvenuta il 6 novembre 2015, caratterizzato da sonorità funk mai sperimentate precedentemente dai Coldplay. A esso ha fatto seguito il relativo videoclip, diretto da Mat Whitecross, e l'audio del brano Everglow, trasmesso in anteprima da Zane Lowe il 26 novembre attraverso il programma Beats 1 di Apple Music. A distanza di quattro giorni dall'uscita dell'album, è stato reso disponibile per l'ascolto in anteprima su BBC Radio 1 anche il brano Hymn for the Weekend, annunciato come secondo singolo a fine gennaio 2016 e pubblicato il 5 febbraio dello stesso anno.
A inizio 2016 il gruppo ha reso disponibile anche i videoclip del brano Birds e del sopracitato Hymn for the Weekend: il primo, uscito il 2 gennaio, è stato diretto da Marcus Haney presso la Salvation Mountain, mentre il secondo, reso disponibile dal 29 gennaio, è stato girato a Mumbai sotto la regia di Ben Mor. Il 22 aprile 2016 il gruppo ha pubblicato come singolo Up&Up, brano conclusivo dell'album.
Il 19 agosto 2016 il gruppo ha pubblicato il videoclip dell'omonimo brano A Head Full of Dreams, girato a Città del Messico sotto la regia di James Marcus Haney, mentre il 7 ottobre è stato estratto come quarto singolo dall'album. L'11 novembre è stata la volta del quinto ed ultimo singolo Everglow, per l'occasione presentato in una nuova versione arrangiata al pianoforte e alla chitarra.
Il 16 dicembre i Coldplay hanno pubblicato esclusivamente su Spotify un EP intitolato Live from Spotify London, composto da cinque brani registrati dal vivo il mese precedente presso la Spotify Ltd di Londra.

## Tracce

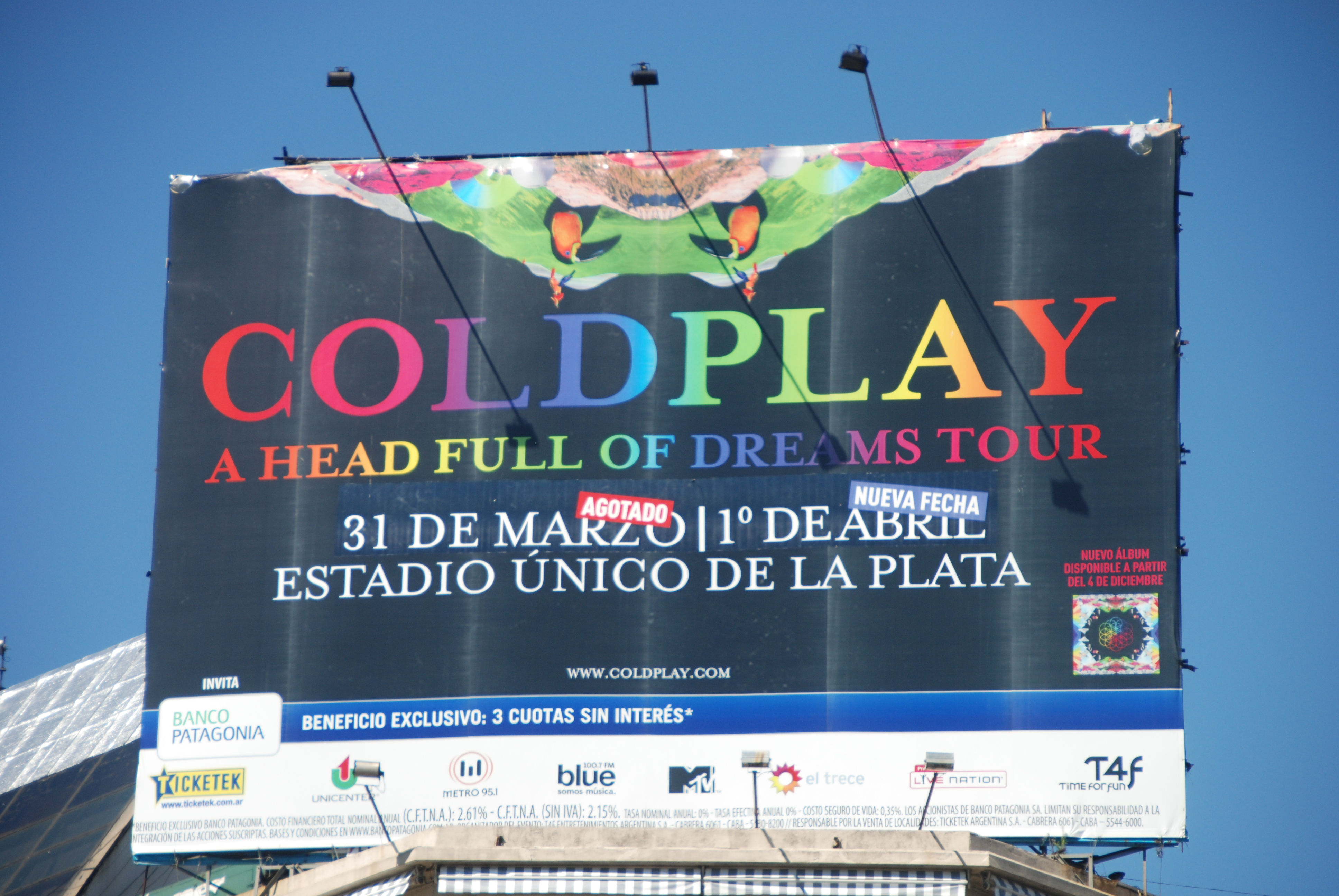
Cartellone promozionale dell' A Head Full of Dreams Tour a Buenos Aires

Testi e musiche di Guy Berryman, Jonny Buckland, Will Champion e Chris Martin, eccetto dove indicato.
1. A Head Full of Dreams – 3:43
2. Birds – 3:49
3. Hymn for the Weekend – 4:18
4. Everglow – 4:42
5. Adventure of a Lifetime – 4:23
6. Fun – 4:27
7. Kaleidoscope – 1:51 (Coldplay, John Newman, The Guesthouse)
8. Army of One – 6:16 – include la traccia fantasma X Marks the Spot
9. Amazing Day – 4:31
10. Colour Spectrum – 1:00
11. Up&Up – 6:45

Traccia bonus nell'edizione giapponese
1. Miracles – 3:55

CD bonus nella Australia & New Zealand Tour Edition
1. Adventure of a Lifetime (Matoma Remix) – 4:13
2. Hymn for the Weekend (Seeb Remix) – 3:31
3. Up&Up (Freedo Remix) – 3:30
4. Magic (Live at the Enmore Theatre, Sydney) – 5:00
5. Clocks (Live at the Enmore Theatre, Sydney) – 4:21
6. Viva la vida (Live at the Enmore Theatre, Sydney) – 4:12
7. Oceans (Live at the Enmore Theatre, Sydney) – 4:00
8. A Sky Full of Stars (Live at the Enmore Theatre, Sydney) – 5:48 (Guy Berryman, Jonny Buckland, Will Champion, Chris Martin, Tim Bergling)

CD bonus nella Japanese Tour Edition
1. Adventure of a Lifetime (Matoma Remix) – 4:13
2. Hymn for the Weekend (Seeb Remix) – 3:31
3. Up&Up (Freedo Remix) – 3:30
4. Magic (Live at Tokyo Dome City Hall) – 4:59
5. Clocks (Live at Tokyo Dome City Hall) – 5:21
6. Viva la vida (Live at Tokyo Dome City Hall) – 4:16
7. Oceans (Live at Tokyo Dome City Hall) – 3:59
8. A Sky Full of Stars (Live at Tokyo Dome City Hall) – 5:13 (Guy Berryman, Jonny Buckland, Will Champion, Chris Martin, Tim Bergling)

## Formazione
Gruppo
- Chris Martin – voce, pianoforte, arrangiamento
- Jonny Buckland – chitarra, arrangiamento
- Guy Berryman – basso, arrangiamento
- Will Champion – batteria, voce, arrangiamento

Altri musicisti
- Rik Simpson – voce e strumentazione aggiuntiva
- Stargate – strumentazione aggiuntiva, arrangiamento
- Nico Berryman – coro
- Jonah Buckland – coro
- Violet Buckland – coro
- Blue Ivy Carter – coro
- Ava Champion – coro
- Juno Champion – coro
- Marianna Champion – coro
- Rex Champion – coro
- Aubrey Costall – coro
- Harvey Costall – coro
- Brian Eno – coro
- Elise Eriksen – coro
- Hege Fossum Eriksen – coro
- Selma Eriksen – coro
- Jacob Green – coro
- Sophia Green – coro
- Daniel Grollo – coro
- Finn Grollo – coro
- Kat Grollo – coro
- Mathilda Grollo – coro
- Max Harvey – coro
- Rafi Harvey – coro
- Idil Hermansen – coro
- Isak Hermansen – coro
- Alison Martin – coro
- Apple Martin – coro
- Moses Martin – coro, tamburello (traccia 11)
- Davide Rossi – strumenti ad arco (tracce 2 e 9)
- Beyoncé – voce (tracce 3 e 11)
- Tim Bergling – programmazione aggiuntiva (traccia 3)
- Regiment Horns – ottoni (traccia 3)
- Gwyneth Paltrow – voce (traccia 4)
- Merry Clayton – voce (tracce 5 e 11)
- Tove Lo – voce (traccia 6)
- The Guesthouse: Coleman Barks – voce narrante (traccia 7)
- Khatia Buniatishvili – pianoforte (traccia 7)
- Daniel Green – composizione aggiuntiva (X Marks the Spot)
- Annabelle Wallis – voce (traccia 11)
- Noel Gallagher – chitarra (traccia 11)

Produzione
- Stargate – produzione
- Rik Simpson – produzione, missaggio (eccetto Adventure of a Lifetime e Army of One)
- Daniel Green – produzione e missaggio (X Marks the Spot e Colour Spectrum), co-produzione, ingegneria del suono aggiuntiva
- Bill Rahko – ingegneria del suono
- Tom Bailey – ingegneria del suono aggiuntiva
- Robin Baynton – ingegneria del suono aggiuntiva
- Jaime Sickora – ingegneria del suono aggiuntiva
- Aleks Von Korff – ingegneria del suono aggiuntiva
- Laurence Anslow – assistenza tecnica
- Fiona Cruickshank – assistenza tecnica
- Nicolas Essig – assistenza tecnica
- Olga Fitzroy – assistenza tecnica
- Jeff Gartenbaum – assistenza tecnica
- Christian Green – assistenza tecnica
- Pablo Hernandez – assistenza tecnica
- Phil Joly – assistenza tecnica
- Miguel Lara – assistenza tecnica
- Matt McGinn – assistenza tecnica
- Chris Owens – assistenza tecnica
- Roxy Pope – assistenza tecnica
- John Prestage – assistenza tecnica
- Kyle Stevens – assistenza tecnica
- Derrick Stockwell – assistenza tecnica
- Matt Tuggle – assistenza tecnica
- Ryan Walsh – assistenza tecnica
- Will Wetzel – assistenza tecnica
- Phil Tan – missaggio (Adventure of a Lifetime e Army of One)
- Emily Lazar – mastering

## Classifiche

### Classifiche settimanali
| Classifica (2015-22) | Posizione massima |
| -------------------- | ----------------- |
| Australia            | 2                 |
| Austria              | 4                 |
| Belgio (Fiandre)     | 2                 |
| Belgio (Vallonia)    | 2                 |
| Canada               | 2                 |
| Danimarca            | 4                 |
| Finlandia            | 7                 |
| Francia              | 4                 |
| Germania             | 3                 |
| Giappone             | 7                 |
| Irlanda              | 3                 |
| Italia               | 2                 |
| Norvegia             | 1                 |
| Nuova Zelanda        | 4                 |
| Paesi Bassi          | 2                 |
| Regno Unito          | 1                 |
| Repubblica Ceca      | 3                 |
| Slovacchia           | 5                 |
| Stati Uniti          | 2                 |
| Svezia               | 3                 |
| Svizzera             | 2                 |
| Ungheria             | 3                 |

### Classifiche di fine anno
| Classifica (2015) | Posizione |
| ----------------- | --------- |
| Australia         | 22        |
| Francia           | 19        |
| Germania          | 14        |
| Italia            | 13        |
| Paesi Bassi       | 9         |
| Regno Unito       | 9         |
| Classifica (2016) | Posizione |
| Australia         | 11        |
| Canada            | 7         |
| Danimarca         | 8         |
| Islanda           | 83        |
| Italia            | 8         |
| Paesi Bassi       | 6         |
| Regno Unito       | 2         |
| Stati Uniti       | 13        |
| Classifica (2017) | Posizione |
| Italia            | 28        |

### Classifiche di fine decennio
| Classifica (2010-19) | Posizione |
| -------------------- | --------- |
| Paesi Bassi          | 29        |